# Oreochromis chungruruensis
Espèce
Statut de conservation UICN

 CR  : 
En danger critique
Oreochromis chungruruensis est une espèce de poissons d'eau douce de la famille des Cichlidae (ordre des Cichliformes).

## Répartition
Ce poisson est endémique de Tanzanie. Il ne se rencontre que dans le lac Chungruru (également appelé lac Kiungululu). Sa présence est probable dans lac Masoko.

## Description
Les mâles d’Oreochromis chungruruensis peuvent mesurer jusqu'à 154 mm, queue non comprise.

## Classification
Le nom valide complet (avec auteur) de ce taxon est Oreochromis chungruruensis (Ahl, 1924).
L'espèce a été initialement classée dans le genre Tilapia sous le protonyme Tilapia chungruruensis Ahl, 1924.
Oreochromis chungruruensis a pour synonymes :
- Sarotherodon chungruruensis (Ahl, 1924)
- Tilapia chungruruensis Ahl, 1924

### Étymologie
L'épithète spécifique, composée de chungruru et du suffixe latin -ensis, « qui vit dans, qui habite », lui a été donnée en référence à sa localité type, le lac Chungruru dont cette espèce est endémique.

### Publication originale
- (de) Ernst Ahl, « Über einen neuen Cichliden aus Ost-Afrika », Zoologischer Anzeiger, vol. 59, nos 3-4,‎ 5 avril 1924, p. 86-87 (ISSN 0044-5231, e-ISSN 1873-2674).